# Michel Ries
Michel Ries (ur. 11 marca 1998 w Luksemburgu) – luksemburski kolarz szosowy.

## Osiągnięcia
Opracowano na podstawie:

2015
- 2. miejsce w mistrzostwach Luksemburga juniorów (jazda indywidualna na czas)

2016
- 1. miejsce w klasyfikacji górskiej Trofeo Karlsberg
- 1. miejsce w mistrzostwach Luksemburga juniorów (jazda indywidualna na czas)
- 1. miejsce w mistrzostwach Luksemburga juniorów (start wspólny)
- 3. miejsce w Ronde des Vallées

2017
- 2. miejsce w mistrzostwach Luksemburga U23 (jazda indywidualna na czas)

2018
- 3. miejsce w mistrzostwach Luksemburga U23 (jazda indywidualna na czas)

2019
- 1. miejsce na 3. etapie Giro della Valle d’Aosta

2020
- 1. miejsce w mistrzostwach Luksemburga U23 (jazda indywidualna na czas)

2021
- 2. miejsce w mistrzostwach Luksemburga (jazda indywidualna na czas)

## Rankingi
| Rok              | 2017  | 2018  | 2019 | 2020 | 2021 | 2022 | 2023 |
| ---------------- | ----- | ----- | ---- | ---- | ---- | ---- | ---- |
| World Ranking    | 2218. | 1246. | 911. | 731. | 652. | 572. | 636. |
| UCI Europe Tour  | 1454. | 809.  | 662. | 586. | 521. | 447. | -    |
| UCI America Tour | -     | 359.  |      |      |      |      |      |
|                  |       |       |      |      |      |      |      |
| Źródło: UCI      |       |       |      |      |      |      |      |